# Slatina, Ucraina
Slatina (în ucraineană Солотвино, Solotvîno, maghiară Aknaszlatina, rusă Солотвина, Solotvina, slovacă Kostel Solotvonski) este un orășel din Maramureșul de Nord, raionul Teceu, regiunea Transcarpatia, Ucraina. Este una din așezările vechi ale Maramureșului, în imediata vecinătate a capitalei istorice a regiunii, Sighetu Marmației, peste apa Tisei. Vechea vatră a localității se află pe o terasă înaltă, cu perspectivă largă peste lunca Tisei. Localitatea este renumită pentru sarea de bună calitate scoasă din adâncurile sale. În jurul minei de sare, deschisă spre sfârșitul secolului 18, a luat ființă o localitate de mineri, Ocna Slatinei, care este încorporată în orașul de azi. În prezent, localitatea este cea mai mare de tip urban cu o populație majoritară românească din Transcarpatia, Ucraina.

## Istoric
Până la sfârșitul primului război mondial, Slatina a fost o localitate rurală în comitatul Maramureș, la mică distanță de Sighet, reședința comitatului. Ocna Slatinei a constituit o comunitate minieră distinctă, închegată în jurul minelor de sare. Din punct de vedere ecleziastic cele două localități au făcut parte până în 1919 de Episcopia de Gherla. Episcopul Mihail Pavel, cel care a ctitorit biserica greco-catolică din Slatina (actual în posesia bisericii ortodoxe române în subordinea Patriarhiei Moscovei), se află înmormântat în ctitoria sa.
După primul război mondial, în perioada stăpânirii cehoslovace, s-a dezvoltat actualul centrul comercial și urban al Slatinei, așezat strategic în preajma liniei ferate, între vechea așezare rurală și cartierul minier.
Centrul așezării are un caracter cosmopolit, în care se disting prăvăliile foștilor comercianți evrei, căteva clădiri moderne din perioada interbelică și câteva din perioada sovietică.
Vechea așezare a Slatinii își păstrează caracterul rural. Se desfășoară larg de-a lungul luncii Tisei, partea înaltă numindu-se și azi susani, iar cea din luncă, josani. Străzile sunt șerpuitoare cu case înconjurate de grădini și livezi. Biserica de zid, ridicată la 1895 pe terasa înaltă, domină împrejurimile. Răscrucile și capetele de sat încă mai păstrează troițe iar în ulițe încă mai sunt câteva porți tradiționale cu bănci și fântâni, la care se adună mai multe familii.
Cartierul minier se desfășoară dincolo de calea ferată, de-a lungul drumului vechi al țării, într-o rețea rectangulară, cu case așezate la drum și un pâlc de blocuri din perioada sovietică.

## Demografie
Componența lingvistică a așezării de tip urban Slatina
     Română (56,97%)
     Maghiară (24,3%)
     Ucraineană (14,54%)
     Rusă (3,18%)
     Alte limbi (0,88%)
Conform recensământului din 2001, majoritatea populației așezării de tip urban Slatina era vorbitoare de română (56,97%), existând în minoritate și vorbitori de maghiară (24,3%), ucraineană (14,54%) și rusă (3,18%).

### Comunitatea românească
Din punct de vedere etnic populația este alcătuită din aproximativ 60% români, 30% maghiari și 10% ucrainieni.
Florica Pop, una din femeile de frunte ale comunității românești, se implică în renovarea fostei școli confesionale construite de Mihail Pavel, pe care dorește să o transforme în centru cultural românesc.

## Orașe înfrățite
- Hódmezővásárhely, Ungaria
- Sighetu Marmației, România
- Slatina, România
- Tapolca, Ungaria

## Galerie de imagini

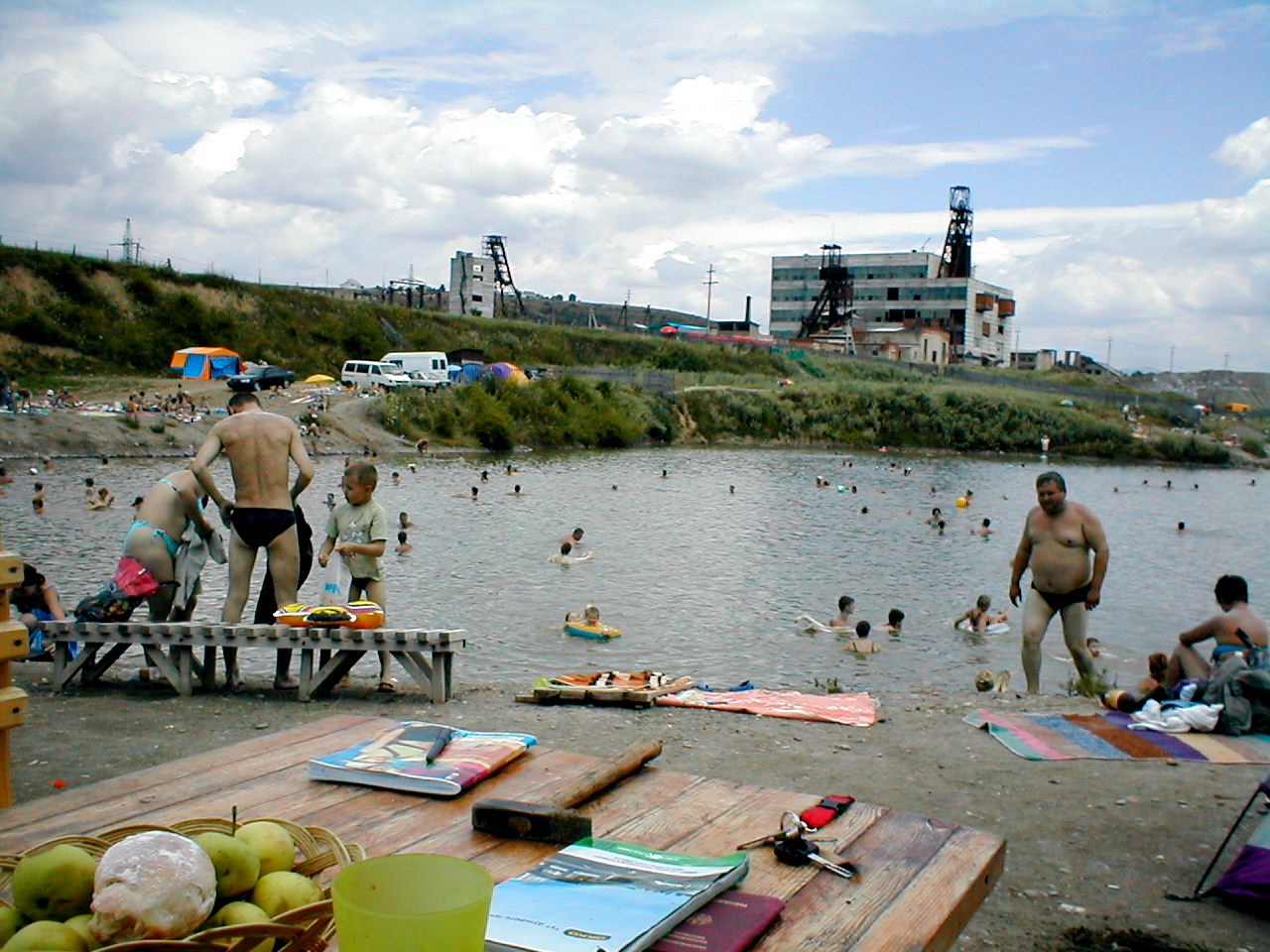
Lacurile din apropierea salinei, sunt folosite de localnici în scopuri curative
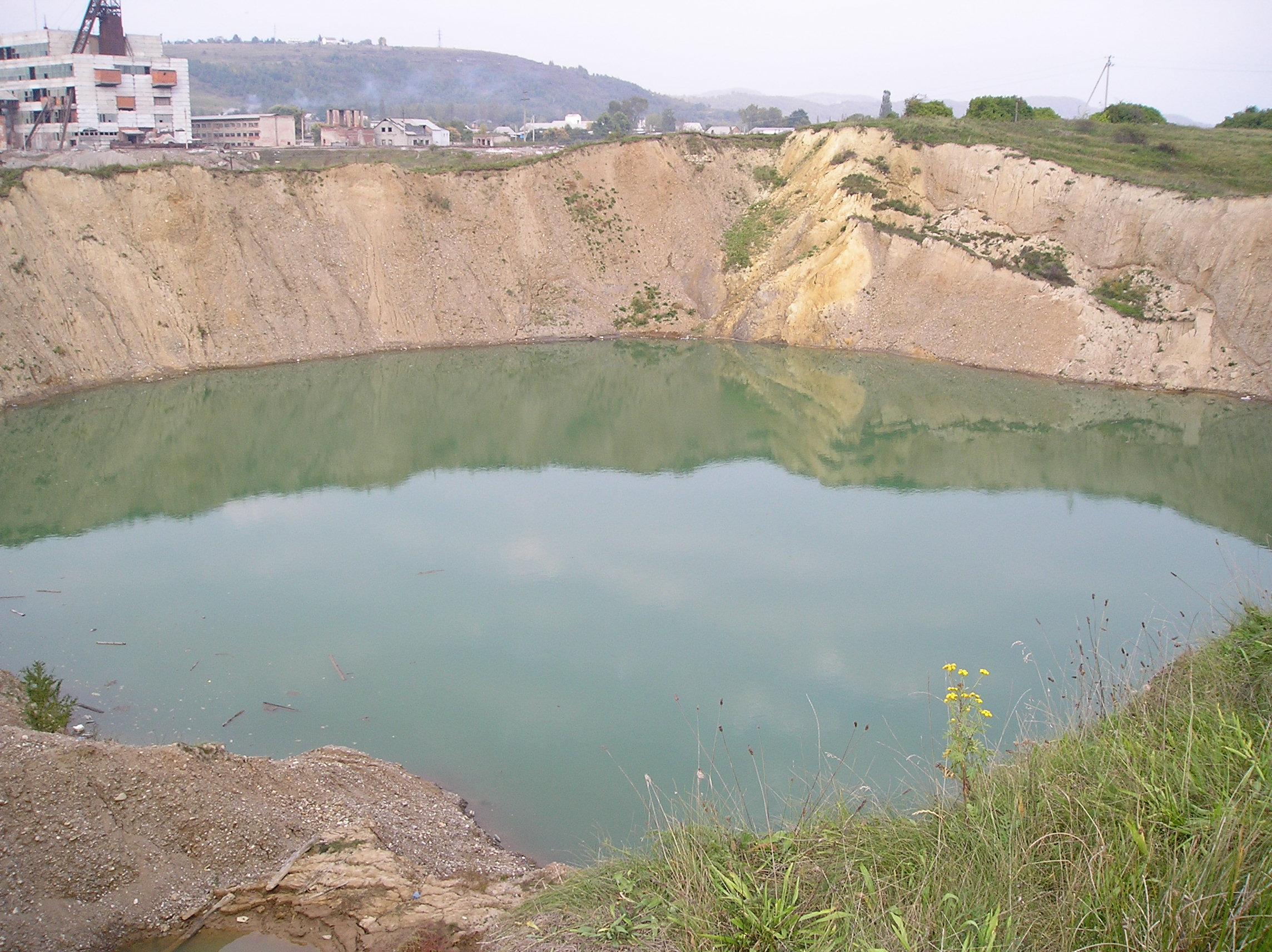
Lac sărat format în adâncitura fostei mine
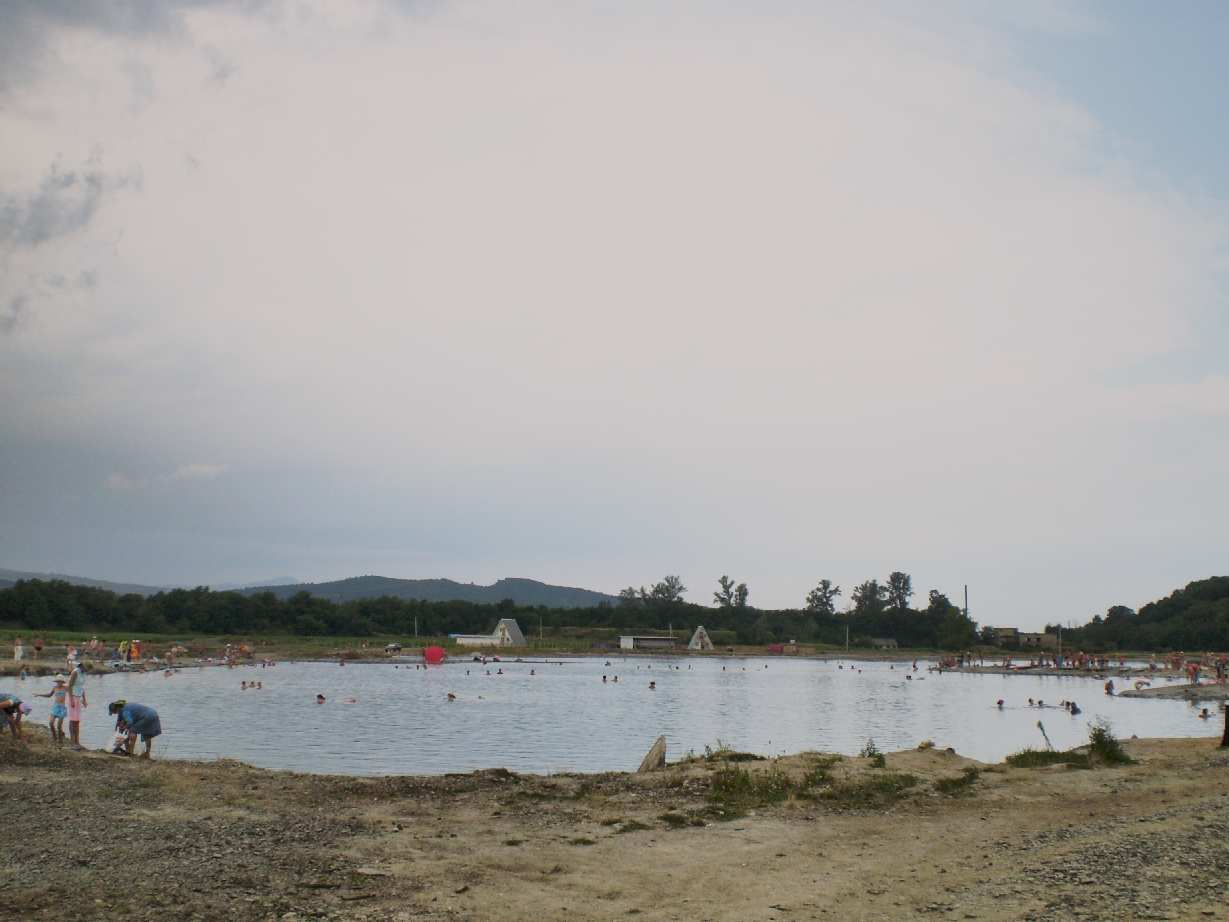
Un alt lac sărat
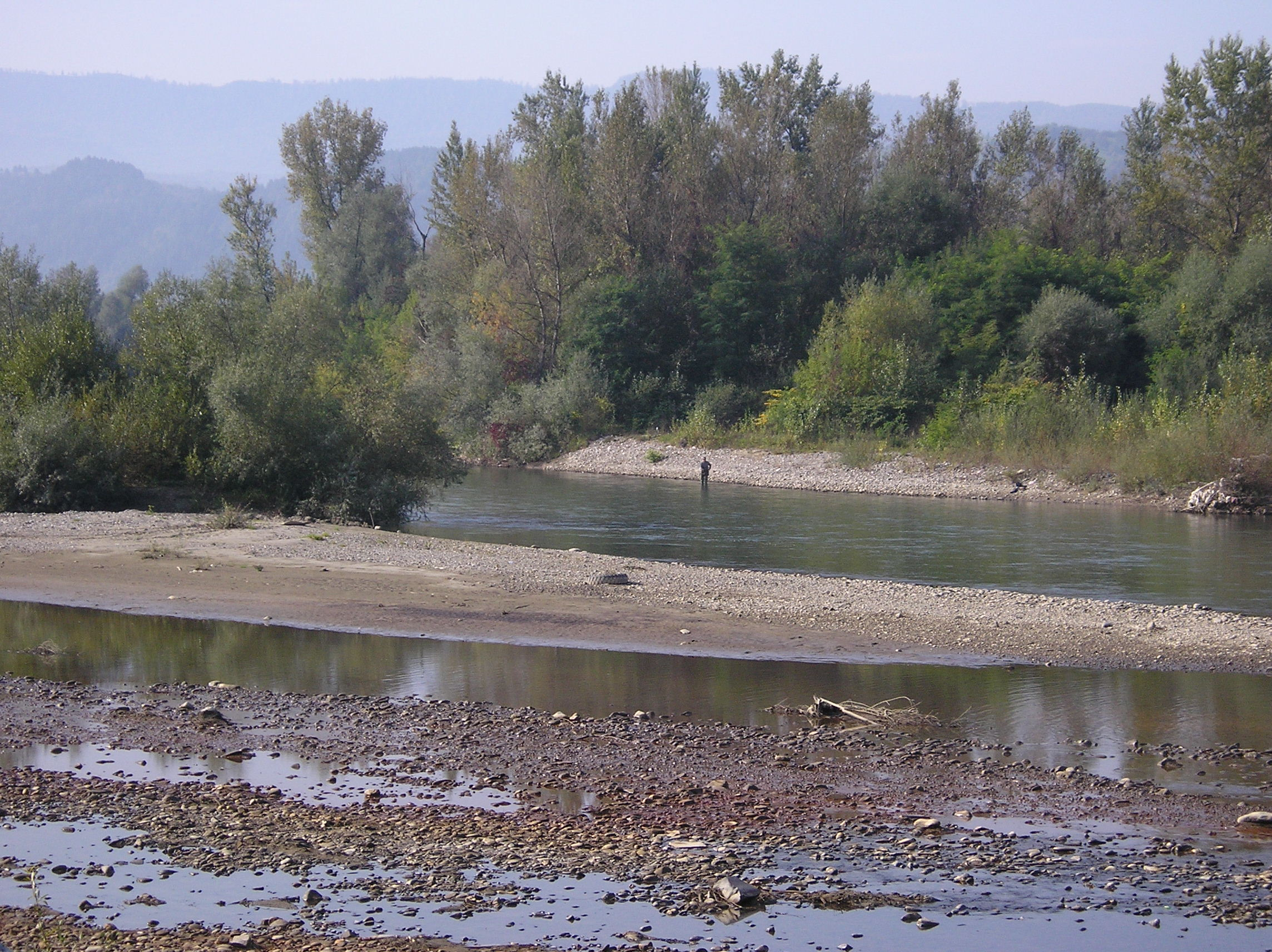
Tisa — pe partea opusă a râului se află România
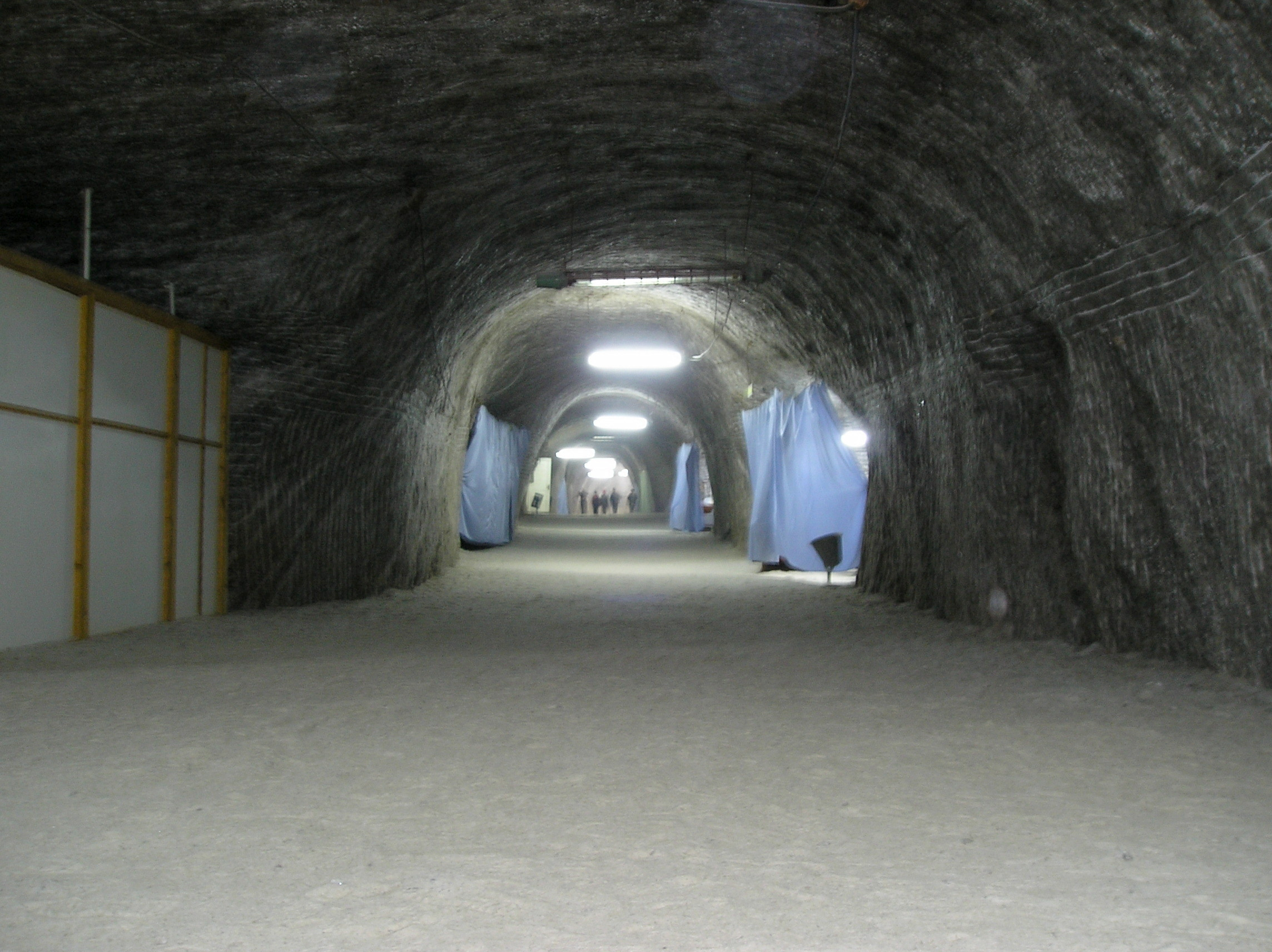
Direcția subterană a spitalului de alergigi
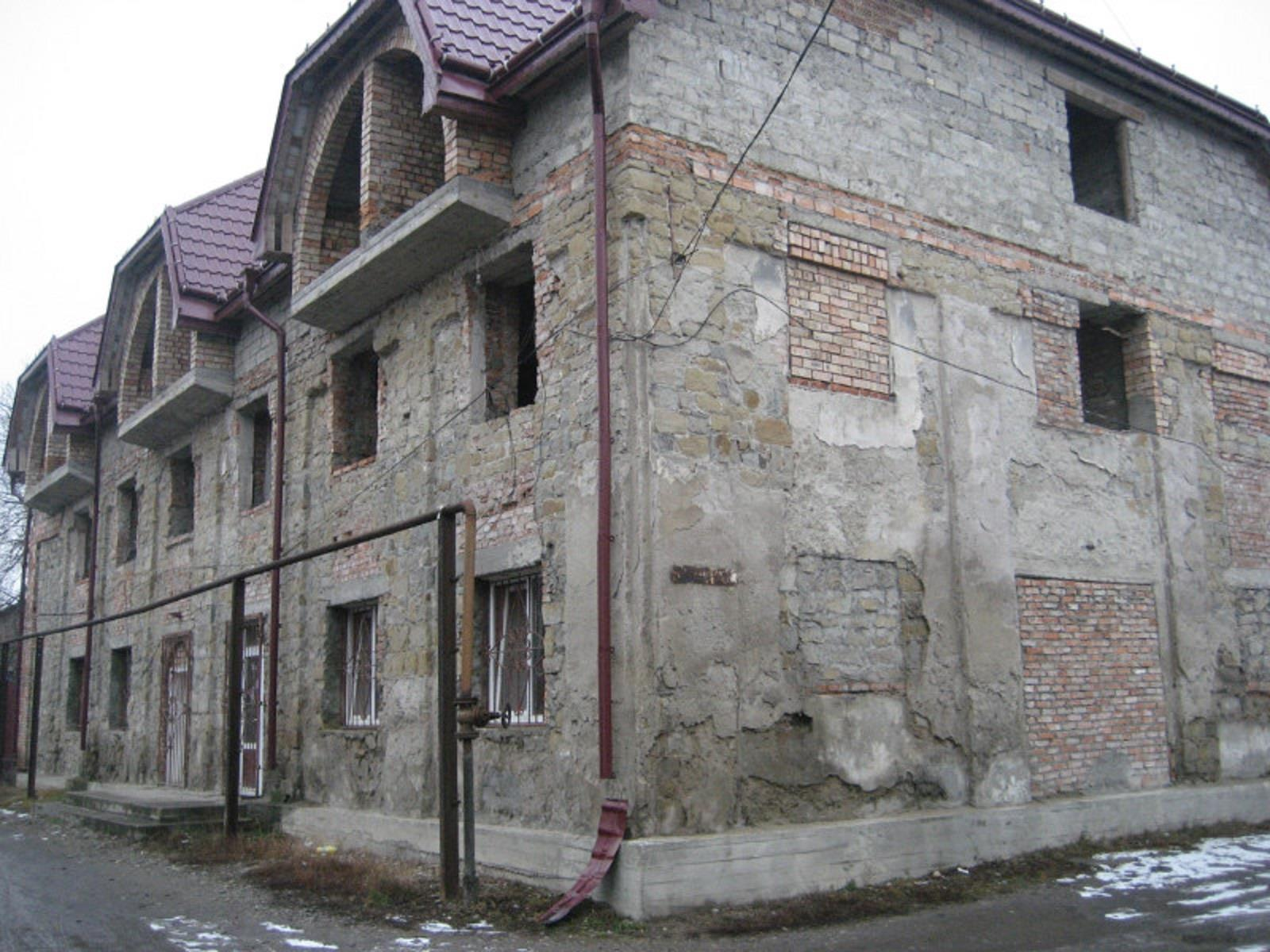
Una din fostele sinagogi
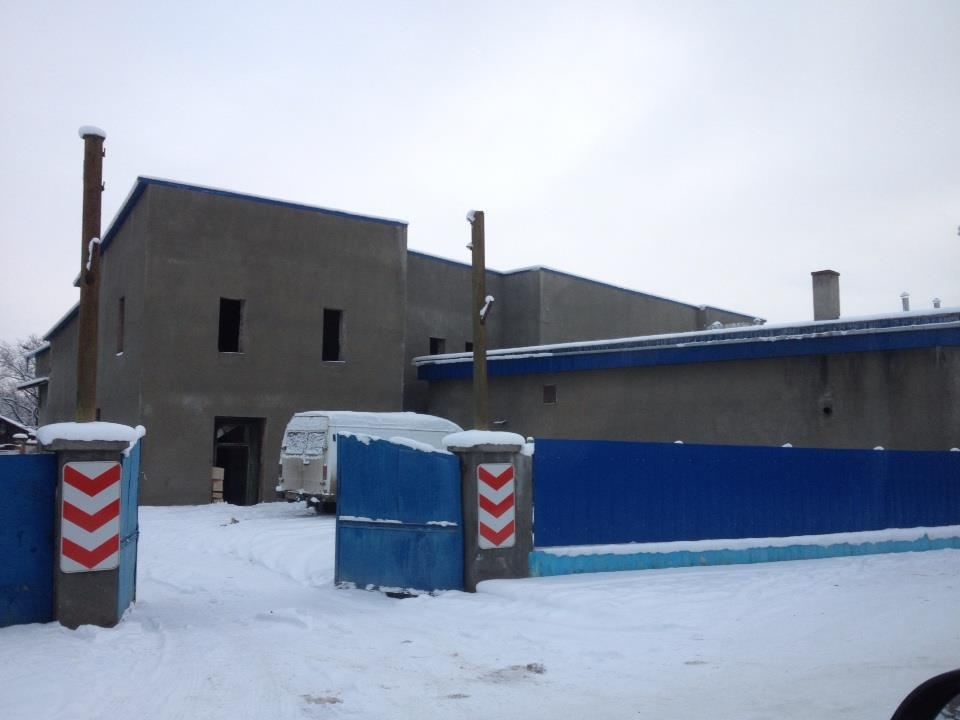
O altă sinagogă, transformată în brutărie
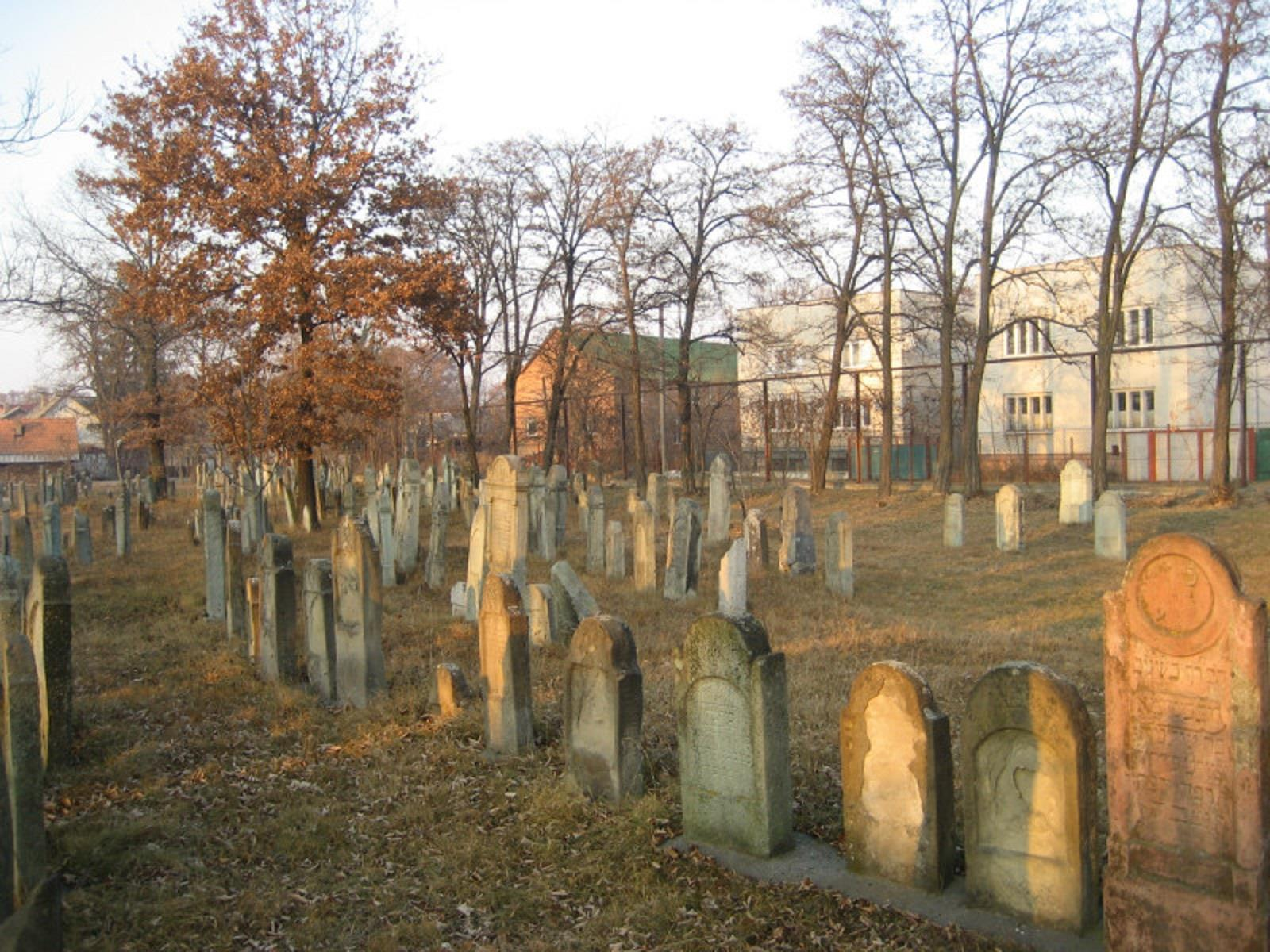
Cimitirul evreiesc